# Ca trù

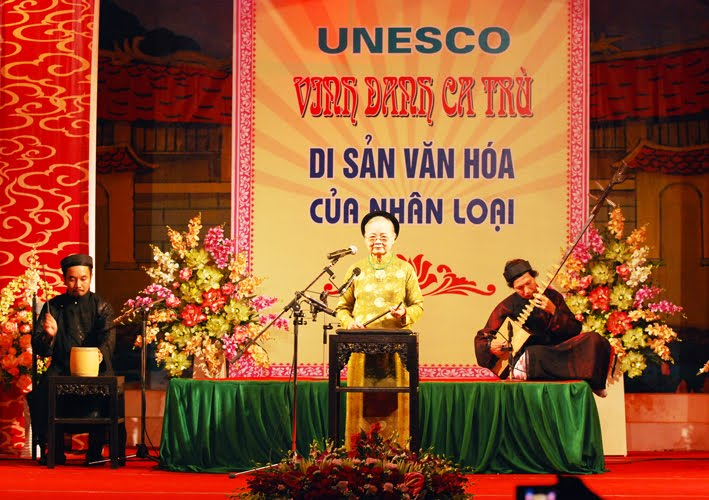

Ca trù (em vietnamita: 歌 籌, "músicas de cartão de registro"), também conhecido como hát ả đào ou hát nói, é um gênero vietnamita de narração musical, interpretado por uma vocalista feminina, com origem no norte do Vietnã. Durante grande parte de sua história, foi associada a uma forma de entretenimento semelhante a uma gueixa, que entretinha pessoas ricas, além de tocar canções religiosas para a corte real. Ca trù está inscrito na lista do Patrimônio Cultural Imaterial em necessidade de salvaguarda urgente desde 2009.

## Origem
Existem diferentes mitos e teorias relacionados à concepção de ca trù. Há uma teoria que aponta para uma mulher chamada Đào Thị, uma musicista talentosa que era amada pela corte imperial da dinastia Lý . Essa teoria também afirma que, desde a época de Đào Thị, em admiração por ela, as mulheres que exerciam uma profissão como cantoras (como cantoras de ca trù) eram chamadas de Đào nương ("nương" aqui se refere aproximadamente a "donzela" ou "senhora").
O que se sabe com certeza é que ca trù começou como muitas artes do Vietnã como uma forma de entretenimento para a corte real. Oficialmente,ca tru existe desde da última dinastia Lê ( em vietnamita:  Nhà Hậu Lê, 1010-1225), e era realizado apenas em cerimônias judiciais religiosas. Foi apenas mais tarde que se ramificou para ser apresentado e realizado em pequenas pousadas. Foram principalmente estudiosos e outros membros da elite que gostaram do gênero, algo inacessível às massas (que gostaram muito mais do gênero ópera Hát chèo ).

## Instrumentos
Ca trù, como muitas artes antigas e altamente desenvolvidas, tem muitas formas. No entanto, o tipo de ca trù mais conhecido e amplamente realizado envolve apenas três artistas: a vocalista, o tocador de alaúde e o espectador (que também participa da performance). Às vezes, dança também é realizada ao mesmo tempo.
A cantora fornece os vocais enquanto toca seu phách (pequenas varas de madeira batidas em uma pequena barra de bambu para servir como percussão ).
Ela é acompanhada por um homem que toca o đàn đáy, um alaúde de três cordas e pescoço longo, usado quase que exclusivamente para o gênero ca trù.
Por último, o espectador (geralmente um estudioso ou conhecedor da arte) que toca um trống chầu (louvor) em louvor à performance do cantor, geralmente em todas as passagens da música. A maneira como ele toca o tambor mostra se ele gosta ou não do desempenho, mas ele sempre o faz de acordo com a batida fornecida pela percussão phách dos vocalistas.
O número de melodias ca tru é 56, elas são chamadas em vietnamita:  thể cách    .
Os novos observadores da arte frequentemente comentam o quão estranhamente estranha soa a técnica vocal, mas são os vocais em si que são essenciais na definição de ca trù.

## Etmologia
Ca trù traduz literalmente como "canções de cartas de registro". Isso se refere aos cartões de bambu que os homens compravam quando visitavam as pousadas, onde essa música era mais tocada no passado. Os homens davam os cartões de bambu que compravam à mulher escolhida após a apresentação, e ela coletava dinheiro com base em quantos cartões recebiam.

## Galeria

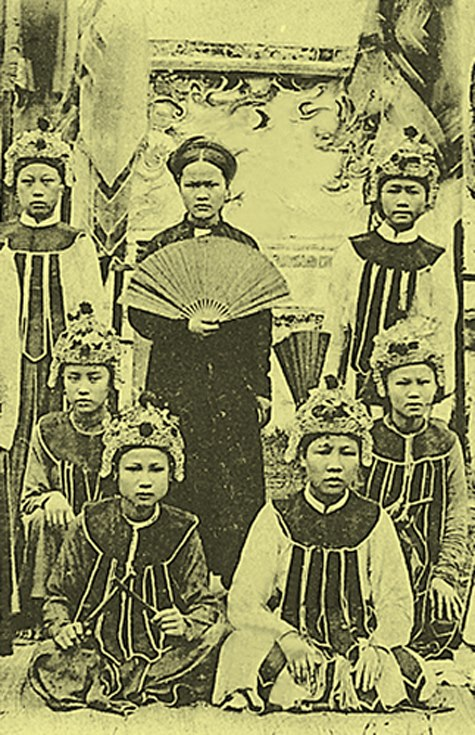
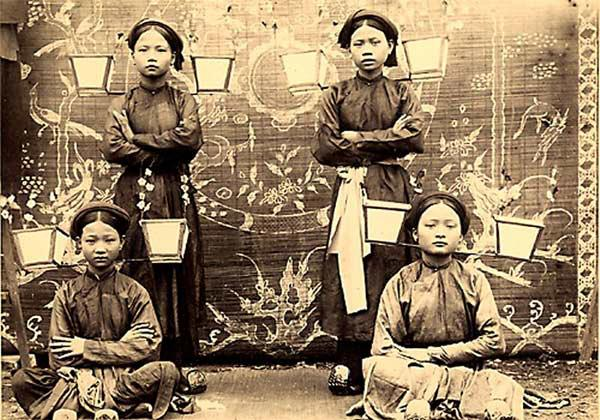
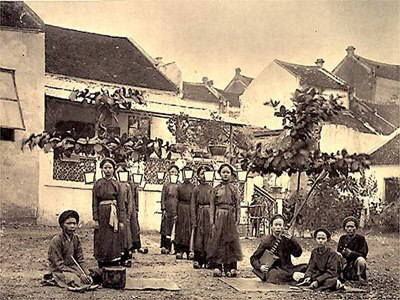
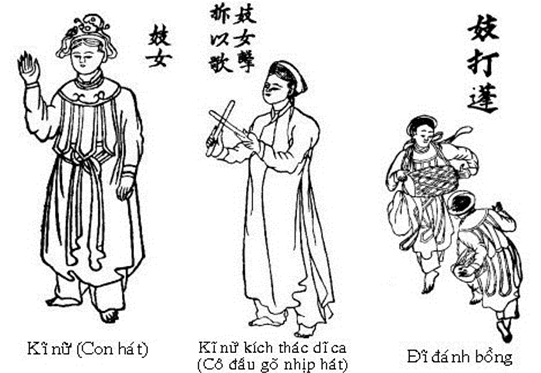

## Filmes
- Mê Thảo, Thi Vang Bóng . Dirigido por Việt Linh .

### Vídeo
- Ca tru video examples do site da Universidade de Roehampton
- The beauty of Ca tru, YouTube.com.